# 慕容道成
慕容道成（?—?），五胡十六国時代後燕人物，昌黎郡棘城县人，後燕开国皇帝慕容垂弟弟的儿子。
慕容脱在後燕被封为桂林王。395年十一月，慕容道成跟随皇太子慕容宝討伐北魏。参合陂之战，北魏軍奇襲後燕軍，燕軍大败，慕容道成和宗室魯陽王慕容倭奴、济阴公尹国、北地王慕容精世子慕容鍾葵、安定王世子慕容羊儿等文武諸官数千人被北魏俘虏。慕容宝等都只是单骑逃脱。